# 藤谷俊雄
藤谷 俊雄（ふじたに としお、1912年7月2日 - 1995年2月11日）は、日本の歴史学者、部落問題研究家である。

## 略歴
京都府京都市出身。生家は真宗大谷派の即現寺。京都府立第二中学校卒業後、1934年に高知高等学校文科甲類、1937年京都帝国大学文学部史学科卒業。1938年、治安維持法違反で検挙。その後、生家の住職、また京都市史編纂に参加。
戦後、日本史研究会創設に参加。また1966年には部落問題研究所理事長兼所長に就任し、文化厚生会館問題によって奈良本辰也・林屋辰三郎・原田伴彦らが去った後の研究所再建に尽力。

## 著書
- 『現代と部落問題』汐文社 1968年
- 『「おかげまいり」と「ええじゃないか」』岩波書店 1968年
- 『部落問題の歴史的研究』部落問題研究所 1970年
- 『現代部落問題研究』部落問題研究所出版部 1974年
- 『神道信仰と民衆・天皇制』法律文化社 1980年
- 『戦後の部落問題研究』部落問題研究所 1981年
- 『ファシズムと戦争の時代』上下2冊 白石書店 1988年 ISBN 4-7866-0213-2
- 『国家神道と天皇問題』部落問題研究所 1989年
- 『伊勢神宮』（直木孝次郎との共著）新日本出版社 1991年